# Економічні санкції
Економічні санкції — комерційні та фінансові обмеження, які застосовуються однією чи кількома країнами проти певної самоврядної держави, групи чи особи. Економічні санкції не обов'язково запроваджуються через економічні обставини — вони також можуть бути накладені у зʼязку із різноманітними політичними, військовими та соціальними причинами. Економічні санкції можуть вводитися для досягнення внутрішніх і міжнародних цілей.
Ефективність санкцій спірна — траплялося багато невдач, коли санкції мали непередбачувані наслідки.
Економічні санкції можуть включати різні форми торговельних бар'єрів, митних платежів та обмежень на фінансові операції. Подібним до санкцій є ембарго, проте зазвичай передбачає суворіші обмеження.

## Ембарго
Ембарго (від ісп. embargo, що означає перешкода, завада тощо в загальному розумінні, заборона торгівлі в торговельній термінології та буквально «арешт майна» юридичною мовою) — це часткова або повна заборона комерційних операцій та торгівлі з певною країною/державою або групою країн. Ембарго вважається серйозним дипломатичним заходом, запровадженим країною, яка ввела ембарго, щоб отримати певний результат для національних інтересів від країни, на яку воно накладається. Ембарго, як правило, вважаються юридичними бар'єрами для торгівлі, які не варто плутати з блокадами, які часто вважаються актами війни. Ембарго може означати обмеження або заборону експорту чи імпорту, запровадження імпортних квот, введення спеціальних зборів, податків, заборона на вантажні або транспортні перевезення, заморожування або арешт вантажів, активів, банківських рахунків, обмеження на передачу певних технологій або продуктів (високотехнологічних) наприклад CoCom під час холодної війни. У відповідь на ембарго виникає закрита економіка або автаркія в регіоні, що піддається жорсткому ембарго. Таким чином, ефективність ембарго пропорційна мірі та ступеню інтеграції країни у міжнародну економіку. Ембарго може стати можливістю для деяких країн розвинути самодостатність.
Із середини 1990-х років санкції Ради Безпеки Організації Об'єднаних Націй, як правило, були спрямовані проти фізичних і юридичних осіб, на відміну від всеосяжного ембарго попередніх десятиліть.

## Історія санкцій
Санкції у формі блокад були поширені під час Першої світової війни, а дебати щодо запровадження санкцій через міжнародні організації, такі як Ліга Націй, почали виникати після її закінчення.
Абіссинська криза в 1935 році призвела до санкцій Ліги Націй проти Італії під керівництвом Муссоліні відповідно до статті 16 Пакту. Однак поставки нафти не були припинені, Суецький канал не був закритий для Італії, і завоювання продовжувалося. Санкції були зняті в 1936 році, а Італія вийшла з Ліги Націй в 1937 році.
Після Другої світової війни в 1945 році на зміну Ліги Націй була утворена експансивніша Організація Об'єднаних Націй (ООН).

## Політика санкцій
Економічні санкції використовуються як інструмент зовнішньої політики багатьма урядами. Економічні санкції зазвичай накладаються з однієї із причин — через безпекову загрозу, через екологічну загрозу, через незгоду з внутрішньою чи зовнішньою політикою. Санкції можуть бути накладені у напрямку як один проти одного, один проти групи, група проти одного. У випадку санкцій, де бере участь група країн, координацію та втілення санкцій на себе можуть переймати міжнародні організації, а окремі країни їх лише імплементують. Вони можуть бути використані як примусовий захід для досягнення певних політичних цілей, пов'язаних із торгівлею, припинення гуманітарних порушень, зупинки певних військових чи техногенних порушень. Економічні санкції використовуються як альтернативна зброя, замість того, щоб розпочинати традиційну війну для досягнення бажаних цілей, економічні санкції є елементом політичної війни.

### Ефективність економічних санкцій
Згідно з дослідженням Нойенкірка і Ноймаєра (2015), економічні санкції США та ООН мали статистично значущий вплив на економіку цільових країн, зменшуючи зростання ВВП у середньому на 3 відсоткові пункти на рік. Дослідження також дійшло висновку, що негативні наслідки зазвичай тривають протягом десяти років, що становить сукупне зниження ВВП на душу населення цільової країни на 25,5 відсотка.
Накладення санкцій на опонента також певною мірою впливає на економіку країни, яка вводить такі санкції. Якщо імпортні обмеження будуть оприлюднені, споживачі в країні, яка їх вводить, можуть мати обмежений вибір товарів. Якщо вводяться експортні обмеження або якщо санкції забороняють компаніям у країні, яка ввела їх, торгувати з цільовою країною, країна, яка накладає, може втратити ринки та інвестиційні можливості на користь країн-конкурентів.
Гуфбауер, Шотт та Елліот (2008) стверджують, що зміна режиму є найчастішою зовнішньополітичною метою економічних санкцій, на яку припадає трохи більше 39 відсотків випадків їх запровадження. Гуфбауер та ін. стверджували, що в їхніх дослідженнях 34 відсотки вивчених випадків були успішними. Коли Роберт А. Пейп перевірив їхнє дослідження, він виявив, що лише п'ять із зазначених у них сорока успішних запроваджень санкцій були насправді ефективними, що знизило рівень успіху до 4 %. У будь-якому випадку, складність і несподівані нюанси оцінювання реального успіху санкцій щодо їхньої мети стають все більш очевидними і все ще викликають дискусії. Іншими словами, важко визначити, чому змінюється режим у країні (тобто, чи це були санкції, чи притаманна нестабільність), і ще важче виміряти повний політичний ефект таких дій.
Пропонуючи пояснення того, чому санкції все ще вводяться, навіть якщо вони можуть бути несуттєвими, британський дипломат Джеремі Грінсток припускає, що санкції популярні не тому, що вони відомі як ефективні, а тому, що «немає нічого іншого між словами і військовими діями, якщо ви хочете чинити тиск на уряд». Критики санкцій, як-от бельгійський юрист Марк Боссайт, стверджують, що в недемократичних режимах ступінь, до якої вони впливають на політичні досягення, викликає сумніви, оскільки за визначенням такі режими не так сильно реагують на волю народу.
Було виявлено сильний зв'язок між ефективністю санкцій і вагою політичних гравців, які накладають вето в уряді. Гравці, які накладають вето, представляють індивідуальних або колективних учасників, чия згода потрібна для зміни статус-кво, наприклад, партії в коаліції або перевірка законодавчим органом повноважень президента. Коли проти країни вводяться санкції, вона може спробувати пом'якшити їх, коригуючи свою економічну політику. Політична вага гравців, які накладають вето, визначає, з якою кількістю обмежень зіткнеться уряд, намагаючись змінити політику статус-кво, і чим більша вага гравців, які накладають вето, тим важче знайти підтримку для нової політики, що робить санкції ефективнішими.
Франческо Джумеллі пише, що «пакет санкцій…, який багато спостерігачів, ймовірно, вважатимуть найпереконливішим (і ефективним)», а саме санкції ООН проти «активів центрального банку та суверенних фондів», є «з усіх типів застосовуваних заходів … одним із найменш часто використовуваних заходів». Джумеллі також розрізняє санкції проти міжнародних терористів, у яких «природа запиту не настільки важлива, як обмежувальний аспект», і санкції, накладені у зв'язку з «постконфліктними сценаріями», які повинні «включати гнучкі вимоги та потенціал для адаптації, якщо ситуація зміниться».

### Критика
Санкції піддалися критиці з гуманітарних міркувань, оскільки вони негативно впливають на економіку країни, а також можуть завдати побічної шкоди звичайним громадянам. Пексен зазначає, що санкції можуть погіршити стан із правами людини в цільовій країні. Деякі політичні аналітики вважають, що введення торговельних обмежень лише завдає шкоди простим людям, а не урядовим елітам, а інші порівнюють цю практику з облогою. Рада Безпеки Організації Об'єднаних Націй загалом утримується від запровадження комплексних санкцій з середини 1990-х років, частково через суперечки щодо ефективності та шкоди для цивільного населення, пов'язаних із санкціями проти Іраку.

## Наслідки для бізнесу
Для підприємства важливо знати про санкції, які поширюються на їх очікувані напрямки експорту чи імпорту, особливо у зв'язку з фінансовими втратами. Належна підготовка продукції до торгівлі, яку іноді називають перевіркою ембарго, є складним і своєчасним процесом як для імпортерів, так і для експортерів.
Для того, щоб суб’єкт господарювання не отримав нарахування небажаних штрафів, податків та інших штрафних санкцій, необхідно вжити багатьох заходів. Поширені приклади перевірок ембарго включають перевірки санкційних списків, скасування трансакцій та забезпечення чинності суб'єкта торгівлі.
Цей процес може стати дуже складним, особливо для країн із змінними обмеженнями. До того, як стали доступні кращі інструменти, багато компаній покладалися на електронні таблиці та ручні процеси, щоб відстежувати обмеження для дотриманням вимог. Сьогодні існують програмні рішення, які дозволяють автоматично відстежувати санкції та інші обмеження торгівлі.

## Приклади

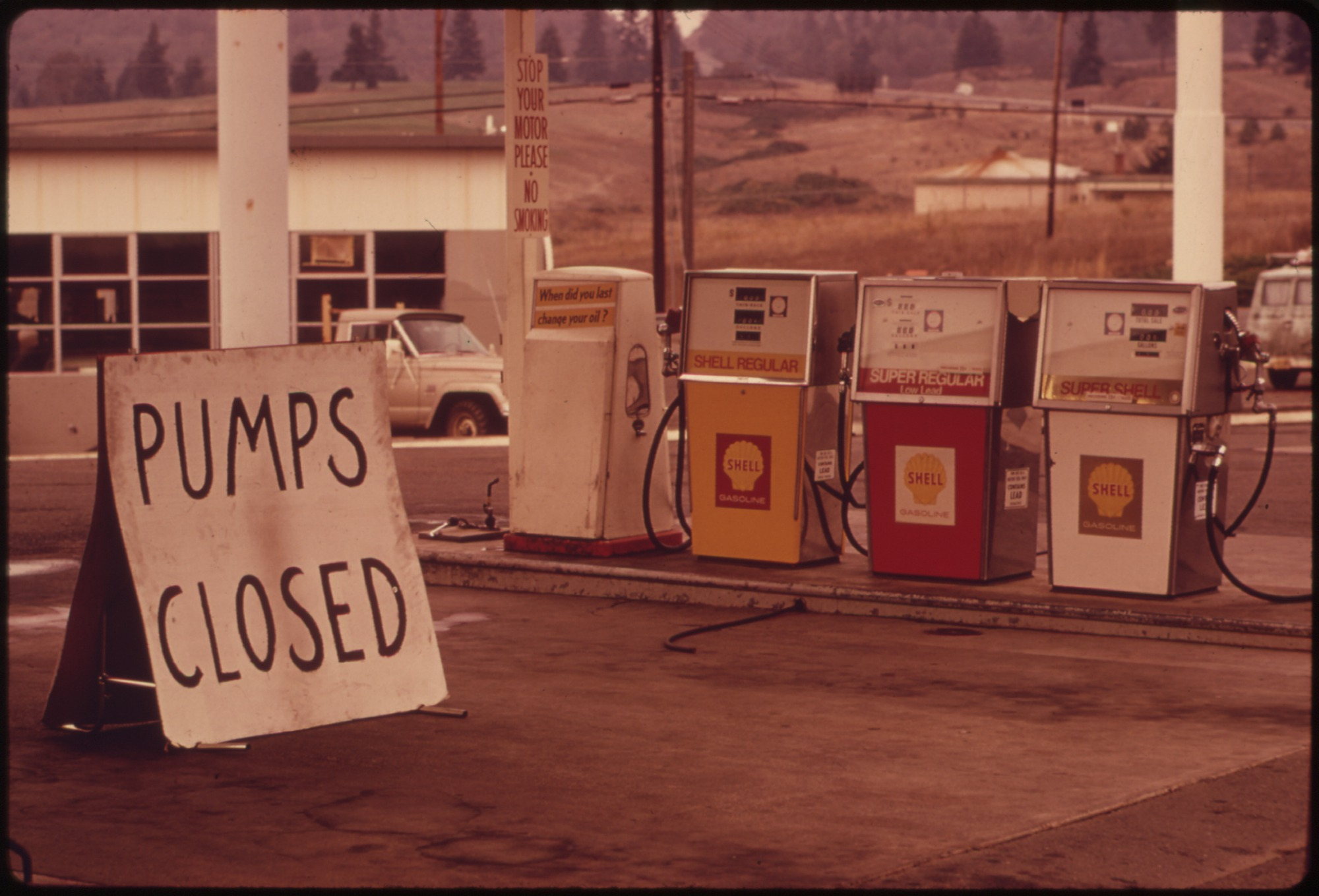
АЗС в США, закрита під час нафтового ембарго в 1973 році

### Санкції США

#### Закон США про ембарго 1807 року
Ембарго Сполучених Штатів 1807 року передбачало низку законів, прийнятих Конгресом США (1806—1808) під час другого президентського терміну Томаса Джефферсона. Велика Британія і Франція брали участь у війні четвертої коаліції; США хотіли зберігати нейтралітет і торгувати з обома сторонами, але обидві країни заперечували проти американської торгівлі з іншою. Американська політика мала на меті використовувати нові закони, щоб уникнути війни і змусити Францію та Велику Британію поважати права Америки. Ембарго не досягло своїх цілей, і Джефферсон скасував закон у березні 1809 року.

#### Санкції США проти Куби
Санкції США проти Куби запроваджені 14 березня 1958 року, коли Фідель Кастро повалив диктатора Фульхенсіо Батісту під час Кубинської революції. Спочатку ембарго поширювалося лише на продаж зброї, але згодом воно розширилося і включало інші види імпорту, зрештою поширившись майже на всю торгівлю 7 лютого 1962 року. Санкції США проти Куби, які Куба називає «el bloqueo» (блокада), станом на 2021 рік залишаються одними із найтриваліших санкцій в сучасній історії. Мало хто з союзників Сполучених Штатів долучилися до санкцій, і багато хто стверджував, що вони були неефективними для зміни поведінки кубинського уряду. Роблячи певні кроки, щоб дозволити обмежені економічні операції з Кубою, американський президент Барак Обама, тим не менш, продовжив цю політику в 2011 році, заявивши, що без забезпечення нинішнім урядом Куби покращення прав і свобод людини, ембарго залишається «в національних інтересах Сполучених Штатів».

### Російські санкції
Відомо, що Росія використовує економічні санкції для досягнення своїх політичних цілей. Росія зосередилася насамперед на введенні санкцій проти прозахідних урядів колишнього Радянського Союзу. Дії Кремля особливо спрямовані на держави, які прагнуть приєднатися до Європейського Союзу та НАТО, як-от Україна, Молдова та Грузія.

#### Російські санкції проти України
Віктор Ющенко, третій президент України, який був обраний у 2005 році, під час своєї каденції лобіював вступ до НАТО та ЄС. Невдовзі після вступу Ющенка на посаду, Росія зажадала від Києва оплати тієї ж ціни за газ, яку їй сплачували західноєвропейські держави. Це вчетверо збільшило ціни в України за електроенергію всього лиш за одну ніч. Згодом Росія припинила постачання природного газу в 2006 році, завдавши значної шкоди українській та російській економіці. Коли українська економіка відчула наслідки, рейтинги схвалення Ющенка значно впали, досягши найнижчих показників до виборів 2010 року; як наслідок, Віктор Янукович переміг на виборах у 2010 році, ставши четвертим президентом України.

#### Російські санкції проти Грузії
Трояндова революція у Грузії привела до влади Міхеіла Саакашвілі як третього президента країни. Саакашвілі прагнув приєднати Грузію до НАТО і ЄС і був рішучим прихильником війни під проводом США в Іраку та Афганістані. Незабаром Росія запровадила ряд різноманітних санкцій щодо Грузії, включаючи підвищення «Газпромом» цін на природний газ та ширші торгові санкції, які вплинули на грузинську економіку, зокрема на грузинський експорт вина, цитрусових та мінеральної води. У 2006 році Росія заборонила весь імпорт з Грузії, що завдало значного удару по грузинській економіці. Росія також вислала майже 2300 грузинів, які працювали в Росії.

### Санкції ООН
Організація Об'єднаних Націй вводить санкції за згодою Ради Безпеки ООН (РБ ООН) та/або Генеральної Асамблеї у відповідь на суттєві міжнародні події, отримуючи повноваження робити це відповідно до статті 41 розділу VII Статуту Організації Об'єднаних Націй. Характер цих санкцій може бути різним і включати фінансові, торговельні обмеження або обмеження щодо зброї. Причини також можуть бути різними — від гуманітарних та екологічних проблем до зусиль, спрямованих на припинення розповсюдження ядерної зброї. Понад два десятки санкційних заходів було запроваджено Організацією Об'єднаних Націй з моменту її заснування в 1945 році.
Більшість санкцій РБ ООН з середини 1990-х років були спрямовані проти окремих осіб і юридичних осіб, а не проти урядів, що відрізняє їх від комплексних торгових санкцій попередніх десятиліть. Наприклад, Рада безпеки ООН веде списки осіб, обвинувачених у злочинах або пов'язаних з міжнародним тероризмом, що викликає нові юридичні питання щодо належної правової процедури. Згідно даними, що охоплюють 1991—2013 роки, 95 % режимів санкцій РБ ООН включали «галузеві заборони» на авіацію та/або імпорт (або експорт) зброї чи сировини, 75 % включали «індивідуальні/групові» санкції, такі як замороження активів або обмеження на поїздки, і лише 10 % були спрямовані на національні фінанси або включали заходи проти центральних банків, суверенних фондів або іноземних інвестицій. Найчастіше застосовуваною санкцією РБ ООН є ембарго проти імпорту зброї, яке застосовувалося у 87 % усіх випадків і було спрямоване проти недержавних суб'єктів частіше, ніж проти урядів. Режими цілеспрямованих санкцій можуть містити сотні імен, кілька імен або взагалі жодного.

#### Санкції проти Сомалі, 1992 рік
ООН запровадила санкції проти Сомалі, починаючи з квітня 1992 року, після повалення режиму Сіада Барре 1991 року під час громадянської війни в Сомалі. Резолюція Ради Безпеки ООН 751 забороняла членам ООН продавати, фінансувати або передавати будь-яку військову техніку до Сомалі.

#### Санкції проти Північної Кореї, 2006— дотепер
У 2006 році Рада безпеки ООН прийняла резолюцію 1718 у відповідь на ядерне випробування, яке Корейська Народно-Демократична Республіка (КНДР) провела всупереч Договору про нерозповсюдження ядерної зброї. Резолюція заборонила продаж товарів військового призначення та предметів розкоші, а також заморозила державні активи. Відтоді ООН ухвалила кілька резолюцій, які згодом розширили санкції проти Північної Кореї. Резолюція 2270 від 2016 року встановила обмеження на транспортний екіпаж і транспортні засоби, які використовуються Північною Кореєю, а також обмежила продаж природних ресурсів і палива для літаків.
Ефективність таких санкцій була поставлена під сумнів з огляду на продовження ядерних випробувань Північною Кореєю протягом десятиліття після резолюції 2006 року. Професор Вільям Браун з Джорджтаунського університету стверджував, що «санкції не мають великого впливу на економіку, яка по суті була банкрутом протягом цілого покоління».

#### Санкції проти Лівії
26 лютого 2011 року Рада безпеки ООН наклала ембарго на постачання зброї проти Лівії відповідно до Резолюції Ради Безпеки ООН 1973 у відповідь на гуманітарні зловживання під час Першої громадянської війни в Лівії. Пізніше ембарго було продовжено до середини 2018 року. Під дією ембарго Лівія зазнала серйозної інфляції через посилення залежності від приватного сектора в імпорті товарів. Санкції спричинили значні скорочення видатків на охорону здоров'я та освіту, що спричинило погіршення соціальних умов. Незважаючи на те, що санкції були відповіддю на порушення прав людини, їх наслідки були несуттєвими для покращенням таких прав.

#### Санкції проти апартеїду в Південній Африці
Намагаючись покарати Південну Африку за її політику апартеїду, Генеральна Асамблея ООН прийняла 20 листопада 1987 року добровільне міжнародне нафтове ембарго проти Південної Африки; це ембарго підтримали 130 країн. У відповідь Південна Африка розширила виробництво синтетичної нафти Sasol.
Усі санкції Організації Об'єднаних Націй щодо Південної Африки припинилися через переговори про припинення апартеїду, Резолюцію 919 та вибори в Південній Африці 1994 року, на яких Нельсон Мандела був обраний першим президентом після апартеїду.

### Інші багатосторонні санкції
Одна з найбільш масштабних спроб запровадження санкцій сталася під час наполеонівських воєн 1803—1815 років. Прагнучи економічно нашкодити Сполученому Королівству, імператор Франції Наполеон I у 1806 році представив Континентальну блокаду, яка забороняла європейським державам торгувати з Великою Британією. На практиці Французька імперія не могла повністю забезпечити виконання ембарго, яке виявилося настільки ж шкідливим (якщо не більше) для залучених континентальних країн, як і для британців.
Сполучені Штати, Велика Британія, Китайська Республіка та Нідерланди запровадили санкції проти Японії у 1940—1941 роках у відповідь на її експансіонізм. Позбавлена доступу до життєво важливих запасів нафти, залізної руди та сталі, Японія почала планувати військові дії, щоб захопити багату ресурсами Голландську Ост-Індію, що вимагало превентивного нападу на Перл-Гарбор, що спричинило вступ Америки у війну у Тихому океані.
У 1973—1974 роках ОАПЕК спровокувала нафтову кризу 1973 року через нафтове ембарго проти Сполучених Штатів та інших промислово розвинених країн, які підтримували Ізраїль у війні Судного дня. Результатами стало різке зростання цін на нафту та доходів ОПЕК, надзвичайний період нормування енергії, глобальну економічну рецесію, масштабні заходи із енергозбереження та тривалі переходи на природний газ, етанол, ядерні та інші альтернативні джерела енергії. Проте Ізраїль продовжував отримувати підтримку Заходу.

## Чинні санкції

### Країни, проти яких введені санкції
Список країн, які підпадають під санкції [Архівовано 29 квітня 2022 у Wayback Machine.]:
- Китай (введені ЄС та США), ембарго на постачання зброї[en], введені у відповідь на події на площі Тяньаньмень 1989 року.[70]
  - Ембарго Європейського Союзу на поставки зброї Китайській Народній Республіці.
  - Гонконг[en], прийняті відповідно до Закону про національну безпеку.
- Куба (санкції США проти Куби), зброя, споживчі товари, гроші, введені в дію 1958 року.
- ЄС, США, Австралія, Канада та Норвегія (введені Росією) з серпня 2014 року, яловичина, свинина, фрукти та овочі, птиця, риба, сир, молоко та молочні продукти.[71] 13 серпня 2015 року санкції були поширені на Албанію, Чорногорію, Ісландію та Ліхтенштейн.[72][73]
- Сектор Гази (введені Ізраїлем з 2001 року), з 2007 року знаходиться під блокадою на постачання зброї через велику кількість незаконної торгівлі зброєю для ведення війни (офіційно окупований з 1967 по 2005).
- Гватемала
- Індонезія (введені Австралією), жива худоба через жорстокі методи забою в Індонезії.[74]
- Іран: США та їх союзники, зокрема заборонили експорт що стосується ядерного сектору, ракетного сектору та більшості військового сектору до Ірану та цільові інвестиції в нафту, газ та нафтохімічну продукцію, експорт нафтопродуктів, банки, страхування, фінансові установи та судноплавство.[75] Введені у 1979 році санкції, наростали протягом наступних років і досягли найбільшого рівня в 2010 році.[76] У квітні 2019 року США погрожували ввести санкції проти країн, які продовжують купувати нафту в Ірану після того, як закінчився термін дії початкового шестимісячного послаблення санкцій, оголошеного в листопаді 2018 року.[77] За даними ВВС, санкції США проти Ірану «привели до різкого спаду в економіці Ірану, піднявши вартість його валюти до рекордно низьких показників, у чотири рази збільшивши річний рівень інфляції, відштовхнувши іноземних інвесторів та спричинивши протести».[78]
- М'янма — санкції Європейського Союзу проти М'янми (Бірми), через відсутність демократії та порушення прав людини[en].[79]
- Північна Корея[en]
  - міжнародні санкції, запроваджені проти Північної Кореї після Корейської війни 1950—1953 років, пом'якшилися відповідно до політики сонячної політики президента Південної Кореї Кім Де Чжуна та президента США Білла Клінтона.[80] але посилені знову у 2010.[81]
  - введені ООН[en], США, ЄС,[82] щодо предметів розкоші (і зброї), запроваджені у 2006 році.
  - 1718[en] (2006 року) — реакція на заяву КНДР про ядерне випробування.
- Катар, введені сусідніми країнами, включаючи Саудівську Аравію, Об'єднані Арабські Емірати, Бахрейн та Єгипет.
- Росія[en]: 2 серпня 2017 року президент Дональд Трамп підписав закон про протидію ворогам Америки за допомогою санкцій[en], який об'єднує санкції проти Росії, Ірану та Північної Кореї.[83][84]
- Судан, запроваджені США з 1997 року.
- Сирія (запроваджені ЄС та США), озброєння та імпорт нафти.[85]
- Тайвань, запроваджені у відповідь на резолюцію Генеральної Асамблеї ООН 2758 та програму зброї масового знищення[en].
- Турецька Республіка Північного Кіпру (запроваджені ООН), споживчі товари, введені в дію 1975 року.
- Міжнародні санкції під час російсько-української війни
- Венесуела, запроваджені ЄС, США, починаючи з 2015 року,[86][87] ембарго на поставки зброї та продаж активів у звʼязку із порушенням прав людини, високий рівень корупції в уряді, зв'язки з наркокартелями та фальсифікації виборів на президентських виборах у Венесуелі 2018 року[en];[88][89] Канада приєдналася до санкцій з 2017 року;[90][91][92] а з 2018 року — санкції ввели Мексика,[93] Панама[94] та Швейцарія.[95]

### Особи, проти яких введені санкції
- Список осіб, до яких застосовано санкції через російську агресію проти України
- Список осіб, до яких застосовано санкції під час венесуельської кризи[en]
- Існують санкції Організації Об’єднаних Націй[en], введені Резолюцією Ради Безпеки ООН 1267[en] у 1999 році проти всіх осіб, пов'язаних з Аль-Каїдою та Талібаном. Наріжним каменем санкцій є зведений список осіб, який веде Рада Безпеки. Усі країни зобов'язані заморожувати банківські рахунки та інші фінансові інструменти, які контролюються або використовуються на користь будь-кого зі списку.

### Країни, що ввели санкції
- Санкції США[en]
- Сполучені Штати ввели мито на сталь у 2002 році[en], щоб захистити свою промисловість від іноземних виробників, таких як Китай та Росія. Світова організація торгівлі визнала ці мита незаконними. Європейський Союз пригрозив ввести мита у відповідь на низку американських товарів, які в основному вплинуть на хиткі штати. На початку 2004 року уряд США скасував мита на сталь.

### Секторальні санкції
- У відповідь на кібератаки 1 квітня 2015 року президент США Барак Обама видав виконаче розпрядження про введення перших економічних санкцій. Виконавче розпрядження мало на меті вплинути на фізичних та юридичних осіб («призначених»), відповідальних за кібератаки, які загрожують національній безпеці, зовнішній політиці, економічному здоров'ю або фінансовій стабільності США. Зокрема, виконавче розпрядження дозволило Міністерству фінансів заморозити активи «призначених» осіб.[96] Європейський Союз запровадив свої перші цілеспрямовані фінансові санкції щодо кіберактивності у 2020 році.[97]
- У відповідь на аналіз розвідувальних даних, який стверджує, що російськи хакери втручалися у вибори в США 2016 року, президент Обама розширив повноваження президента, щоб ввести санкції у відповідь на кіберактивність, яка загрожує демократичним виборам.[98] З огляду на те, що початкове розпорядження мало на меті захистити критичну інфраструктуру, можна стверджувати, що виборчий процес мав бути включений у початкове розпорядження.

### Двосторонні торговельні суперечки
- В'єтнам внаслідок капіталістичного впливу протягом 1990-х років і введення санкцій проти Камбоджі, запровадив санкції у відповідь.
- У березні 2010 року Бразилія ввела санкції проти США. Ці санкції були введені через те, що уряд США платив фермерам, що вирощували бавовну, за їхню продукцію всупереч правилам Світової організації торгівлі. Санкції стосуються бавовни, а також автомобілів, жувальної гумки, фруктів та овочів.[99] Наразі СОТ контролює переговори між державами щодо зняття санкцій.

### Санкції ЄС
У березні 2021 року Рейтер повідомив, що Європейський Союз ввів невідкладні санкції як проти Чечні, так і проти Росії — через триваюче насильство проти осіб ЛГБТІК+, яке спонсорує та підтримує уряд.

## Зняті санкції
- Бойкот Ізраїлю Лігою арабських держав[en]
- Економічні санкції проти Палестинської національної адміністрації (2006–2007)[en]
- Санкції проти Іраку (1990—2003)
- Деінвестиції з Південної Африки[en]
- ABCD лінія[en], проти Японії перед Другою світовою війною
- Союзна Республіка Югославія (запроваджені ООН)
- Торгове ембарго проти Північного В'єтнаму (1964—1975) та об'єднаного В'єтнаму (1975—1994) запроваджені США[101]
- Республіка Македонія, повне торгове ембарго з боку Греції (1994—1995)
- Лівія (запроваджені ООН), зброя, введені в дію в 2011 році після масових вбивств лівійських демонстрантів/повстанців. Зняті пізніше того ж року після повалення та страти Каддафі.
- Індія (запроваджені Великою Британією),[102] обмеження ядерного експорту
- Повне ембарго Малі (запроваджені ЕКОВАС), щоб змусити хунти повернути владу та відновити Національну конституцію. Рішення ухвалено 2 квітня 2012 року.[103][104]
- Пакистан (запроваджені Великою Британією),[102] обмеження на експорт ядерної продукції, введені в дію у 2002 році.
- Сербії (односторонньо введені урядом Косова з 2011 року).[105]
- Закон про ембарго 1807 року[en]
- Ембарго колишньої Югославії від 21 листопада 1995 рокузгідно з Дейтонською мирною угодою
- Грузія (запроваджені Росією), сільськогосподарська продукція, вино, мінеральна вода, введено в дію 2006 року, скасовано 2013 року.[106]
- Ембарго США проти Нікарагуа[en]
- Координаційний комітет з експортного контролю
- Італія (запроваджені Лігою Націй у жовтні 1935 року) після італійського вторгнення в Абіссінію